# Burton Fleming
 (septembre 2023).
Pour les articles homonymes, voir Burton et Fleming.
Burton Fleming est une paroisse civile et un village du Yorkshire de l'Est, en Angleterre.